# Río Chico (Santa Cruz)
Pour les articles homonymes, voir Río Chico.
Le río Chico est une rivière d'Argentine qui coule en Patagonie dans la province de Santa Cruz. C'est l'affluent principal du río Santa Cruz auquel il donne ses eaux en rive gauche. 

## Géographie
Le río Chico nait dans la Sierra de las Vacas sous le nom de río Lista, de l'union de petits cours d'eau issus des flanc orientaux du mont Tetris (2 230 m) et des pics de las Vacas (2 072 m) et Iwan (2 037 m). Après sa formation, le río Lista court dans une vallée encaissée en direction du sud. Au niveau de l'estancia Los Faldeos, il change de direction pour couler vers l'est. Il reçoit bientôt de droite le río Capitán, et adopte dès lors le nom de río Chico.
Il baigne la ville de Gobernador Gregores, puis peu avant d'arriver à la localité de Corpen Aike, il se divise en deux bras, ce qui donne lieu à la formation de l'Isla Grande del río Chico.
Il finit par déboucher près de la ville de Puerto Santa Cruz, dans le large estuaire du río Santa Cruz sur l'océan Atlantique.

## Affluents et sous-affluents
- Le río Capitán (rive droite), émissaire du lac Quiroga.
- Le río Belgrano (rive gauche). Ce dernier draine vers le sud-est les pentes sud-ouest du cerro Belgrano (culminant à 1 961 m). Au-delà de ces montagnes, vers l'est, s'étendent les systèmes endoréiques des lacs Salitroso, Olnie et Asador.
  - Le río Roble émissaire du lac Burmeister (rive droite).
- Le río Chalía ou río Shehuén (rive droite), qui naît dans la Meseta del Viento ou Meseta de la Muerte.